# Nico Stumpo
Nicola Stumpo detto Nico (Catanzaro, 20 agosto 1969) è un politico italiano, deputato alla Camera dal 2013 per il Partito Democratico prima e successivamente con Articolo Uno, con cui viene rieletto nel 2018.

## Biografia
Nato a Catanzaro nel 1969, ma originario di Cotronei, un paese di 5.000 abitanti in provincia di Crotone. Dopo essersi diplomato da geometra, presso l'Istituto Tecnico Statale per Geometri "E. Santoni"  di Crotone con votazione 36/60. Stumpo si trasferisce nel 1988 a Roma, dove tuttora vive sposato e con due figli, per studiare Ingegneria all'Università degli Studi "La Sapienza", senza purtroppo conseguire la laurea perché abbandona gli studi prima del previsto.

## Attività politica
Inizia a fare politica in modo attivo a Roma nella Federazione Giovanile Comunista Italiana (FGCI), l'organizzazione giovanile del Partito Comunista Italiano (PCI), partecipando alle attività politiche e, come ha raccontato in un'intervista a Tommaso Labate, prendendosi anche la «prima manganellata da un poliziotto» durante una protesta contro il sindaco di Roma democristiano Pietro Giubilo.
Schierato contro lo scioglimento del PCI, dopo la svolta della Bolognina di Achille Occhetto, aderisce prima a Rifondazione Comunista di Armando Cossutta e Fausto Bertinotti, e poi nel 1995 ai Movimento dei Comunisti Unitari di Famiano Crucianelli.

### Incarichi di partito
In seguito nel 1998 confluisce, coi Comunisti Unitari, nei Democratici di Sinistra (DS) di Massimo D'Alema, partito nato per unificare il Partito Democratico della Sinistra con altre formazioni politiche della sinistra italiana (tra cui loro), diventandone a 29 anni Responsabile nazionale per le politiche sociali nella sua organizzazione giovanile: la Sinistra Giovanile. Con questo ruolo nel 2000 aveva proposto al congresso dei DS un documento per depenalizzare le droghe leggere e la sperimentazione dell’eroina ai tossicodipendenti sotto controllo medico. Un anno dopo, in un’intervista a Luca Telese, ha spiegato di aver fatto uso lui stesso di droghe leggere.
Al congresso dei DS del 2001 a Pesaro, Stumpo sostiene la mozione di Piero Fassino come segretario del partito. Nello stesso anno è diventato Responsabile del tesseramento dei DS, ruolo che gli è stato affidato da Maurizio Migliavacca – la figura politica a cui è probabilmente più vicino – e che ha ricoperto il ruolo fino al 2003.
Nel 2003 entra a far parte della segreteria nazionale di Fassino, rimanendovi fino allo scioglimento del partito nel 2007, dove confluisce nel Partito Democratico (PD), dove in seguito diventa membro della sua Direzione Nazionale.
Alle elezioni primarie del PD nel 2009 sostiene la mozione di Pier Luigi Bersani, ex ministro dello sviluppo economico nel secondo governo Prodi, che risulterà vincente con il 53% dei voti, e il successivo 24 novembre 2009 Bersani, neo-eletto segretario del Partito Democratico, lo nomina come Responsabile dell'Organizzazione del partito nella sua segreteria nazionale; ricopre l'incarico sino al 2013.

### Elezione a deputato
Alle elezioni politiche del 2013 viene candidato ed eletto alla Camera dei Deputati, tra le liste del Partito Democratico nella circoscrizione Calabria. Nel corso della XVII legislatura della Repubblica è stato segretario del gruppo parlamentare del PD, vicepresidente della Giunta delle elezioni, componente della 4ª Commissione Difesa e capogruppo per Articolo 1 - MDP nella 13ª Commissione Agricoltura.
Il 20 febbraio 2017 abbandona il PD insieme ad altri esponenti della "minoranza Dem", tra cui gli ex segretari del PD Guglielmo Epifani e Bersani, Massimo D'Alema e Roberto Speranza, a causa di un acceso dibattito con la maggioranza per la linea attuata dal partito sotto la segreteria di Matteo Renzi. Cinque giorni dopo, assieme a Bersani, D'Alema, Speranza, Epifani, ad Arturo Scotto, Enrico Rossi e Vasco Errani creano un nuovo partito di sinistra chiamato (allora) Articolo 1 - Movimento Democratico e Progressista (MDP), formato da parlamentari fuoriusciti dal Partito Democratico e da Sinistra Italiana.
Alle elezioni politiche del 2018 viene rieletto deputato nella medesima circoscrizione tra le liste di Liberi e Uguali (LeU), lista elettorale guidata dal presidente del Senato uscente Pietro Grasso. Nella XVIII legislatura, oltre ad essere componente della 9ª Commissione Trasporti, poste e telecomunicazioni fino al 24 febbraio 2020, della 12ª Commissione Affari sociali e della Giunta delle elezioni, è presidente della Commissione parlamentare per la semplificazione.
A novembre 2020 viene nominato tesoriere di Articolo Uno, incarico che gli viene confermato con la rielezione di Speranza a segretario nel 2022.
Alle elezioni politiche anticipate del 2022 viene ricandidato alla Camera dei deputati, nel collegio plurinominale Calabria - 01 come capolista della lista Partito Democratico - Italia Democratica e Progressista in quota Articolo Uno, risultando eletto.